# Glenea bastiana
Glenea bastiana é uma espécie de escaravelho da família Cerambycidae.